# ليو جيان
ليو جيان (بالصينية: 刘健) (مواليد 20 أغسطس 1984 في زيبو) لاعب كرة قدم صيني دولي يجيد اللعب في خط الوسط . يلعب حاليا لصالح نادي كينغداو جونون الصيني منذ عام 2004 .

## روابط خارجية
- ليو جيان على موقع الاتحاد الدولي (مؤرشف)  (الإنجليزية)
- ليو جيان على موقع قاعدة بيانات كرة القدم.إي يو (الإنجليزية)
- ليو جيان على موقع ناشيونال فوتبول تيمز (الإنجليزية)
- ليو جيان على موقع Soccerway.com (الإنجليزية)
- ليو جيان على موقع اللجنة الأولمبية الصينية (الإنجليزية)